# Catherine Woodville, hertuginde af Buckingham
Catherine Woodville (også stavet Wydville, Wydeville, eller Widvile) (ca. 1458) var en engelsk adelsdame. Hun var svigerinde til kong Edvard 4. af England og fødte flere berømte børn. Catherine var datter af Richard Woodville, 1. jarl Rivers og Jacquetta af Luxemburg. Da hendes søster Elizabeth blev gift med kong Edvard 4., ophøjede og promoverede kongen mange medlemmer af Woodville-familien. Elizabeth Woodvilles husstandsregistreringer for 1466/67 viser, at Catherine blev voksede op i dronningens husstand.
På et tidspunkt før Elizabeths kroning i maj 1465 blev Catherine gift med Henry Stafford, 2. hertug af Buckingham. Begge var stadig børn. En samtidig beskrivelse af Elizabeth Woodvilles kroning fortæller, at Catherine og hendes mand blev båret på skuldrene af væbnere på grund af deres unge alder. Ifølge Dominic Mancini følte Buckingham sig krænket over sit ægteskab med en kvinde af ringere stand. Parret fik dog fire børn:
- Edward Stafford, 3. hertug af Buckingham (3. februar 1478 – 17. maj 1521)
- Elizabeth Stafford, grevinde af Sussex (ca. 1479 – 11. maj 1532)
- Henry Stafford, 1. jarl af Wiltshire (ca. 1479 – 6. april 1523)
- Anne Stafford, grevinde af Huntingdon (ca. 1483 – 1544)

I 1483 allierede Buckingham sig først med hertugen af Gloucester og hjalp ham med at bestige tronen som kong Richard 3. og derefter med Henry Tudor, hvilket resulterede i et mislykket oprør i hans navn. Buckingham blev henrettet for forræderi den 2. november 1483.
Efter at Richard 3. var blevet besejret af Henry Tudor i Slaget ved Bosworth i 1485, giftede Catherine sig med den nye konges onkel, Jasper Tudor, den 7. november 1485.
Efter Jaspers død i 1495, ikke senere end den 24. februar 1496, giftede Catherine sig med Sir Richard Wingfield, som overlevede hende.

## Skildring i fiktion
Catherine er hovedpersonen i Susan Higginbothams historiske roman The Stolen Crown fra 2010. Hun nævnes kort i Philippa Gregorys historiske romaner Den hvide dronning (2009), Den røde dronning (2010) og Den hvide prinsesse (2013).

## Fodnoter
1. ↑  Selvom stavningen af efternavnet sædvanligvis i dag staves "Woodville", blev det i samtidige udgivelser af Caxton og på hendes søster Elizabeth Woodvilles grav i St George's Chapel, Windsor Castle er det sådan: "Edward IV and his Queen Elizabeth Widvile".
2. ↑  I den retslige undersøgelse efter hendes bror Richards død i 1492 nævnes hende til at være "34 eller mere", og dermed ligger hendes fødselsår omkring 1458. Se Calendar of Inquisitions Post-Mortem, Henry VII, vol. I, No. 681 (Richard, Earl of Ryvers). – 18 maj 1497[1]